# 石和温泉
石和温泉（いさわおんせん）は、山梨県笛吹市の旧東八代郡石和町地域にある温泉。近年では石和温泉に隣接する形で、同市の東方にある旧東山梨郡春日居町地域の春日居温泉も含めて石和温泉に事実上一本化されている。

## 概要
石和地区と春日居地区の宿泊施設や源泉位置が共に隣接していることから、同一の温泉街「石和温泉郷」として実質上一体化している。実際に道路標識では「石和温泉」「石和温泉郷」としか案内がされておらず、旅行雑誌などでも同一の「石和温泉」もしくは「石和温泉・春日居地区」などとして案内されており「春日居温泉」という単独での表記は少ない。春日居地区の「春日居共同源泉」が、石和地区の宿泊施設や療養施設に配湯されているケースも数軒あり、その逆のパターンも存在する。また「県営石和温泉給湯口」の2号源泉は春日居町に位置しているため、厳密には春日居温泉であるものの「県営石和温泉」に含まれている。同様の事例は温泉街に市町村境がある伊豆畑毛温泉でもみられる。
2000年代に入って以降、石和温泉駅周辺で栄えていた従来の温泉街から離れた郊外に、日帰り入浴施設や健康ランド、ビジネスホテル、病院、老人ホームなどが建設された。これらの施設でも「石和温泉」と名乗っており、これについても記述する。

## 歴史
戦前より葡萄畑栽培に必要な井戸を掘った農家が25℃前後、硫化水素臭のする水が出ていることから、温泉が出るのではないかと噂されていた。

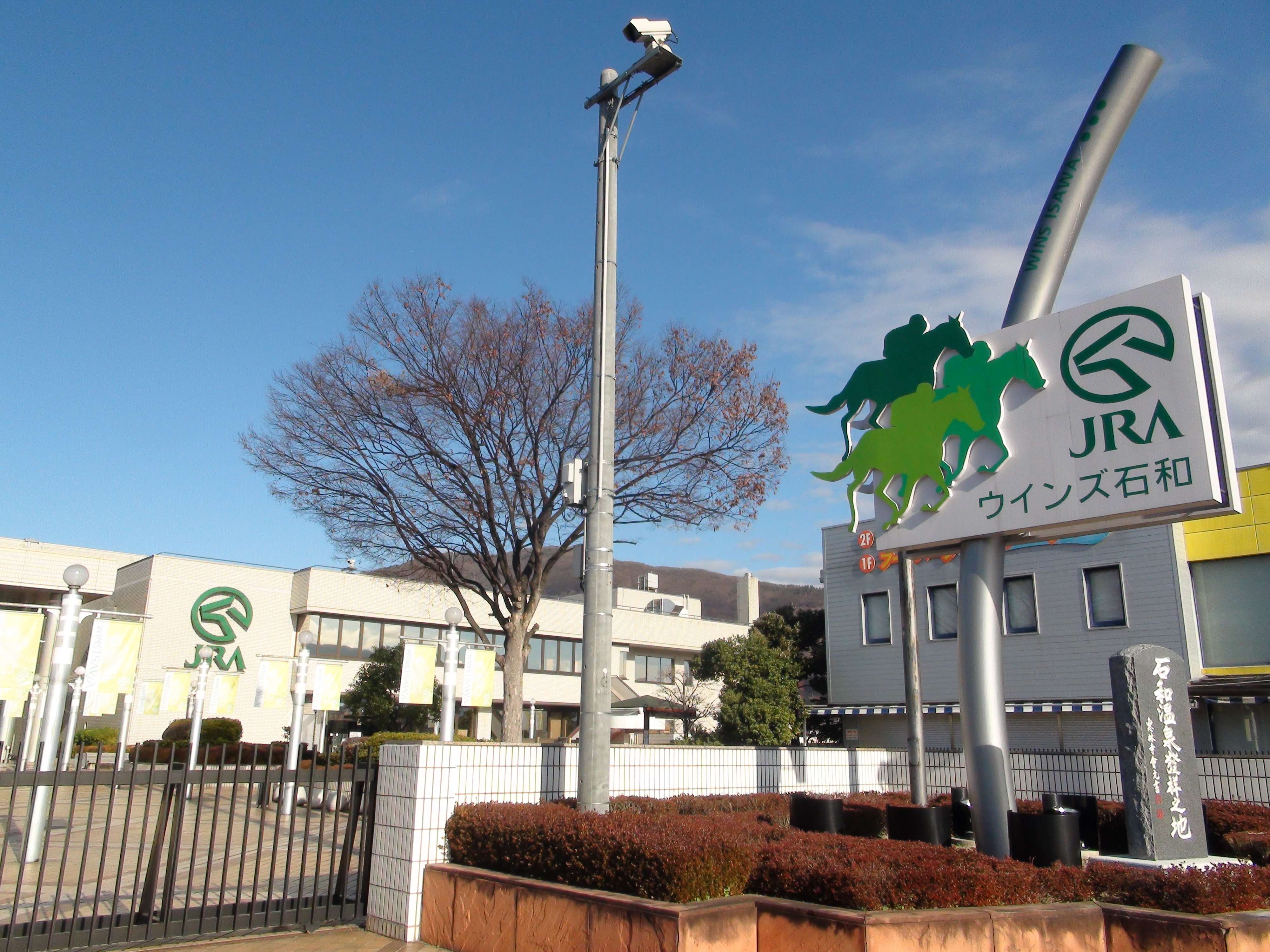
「石和温泉発祥之地」の碑（ウインズ石和）

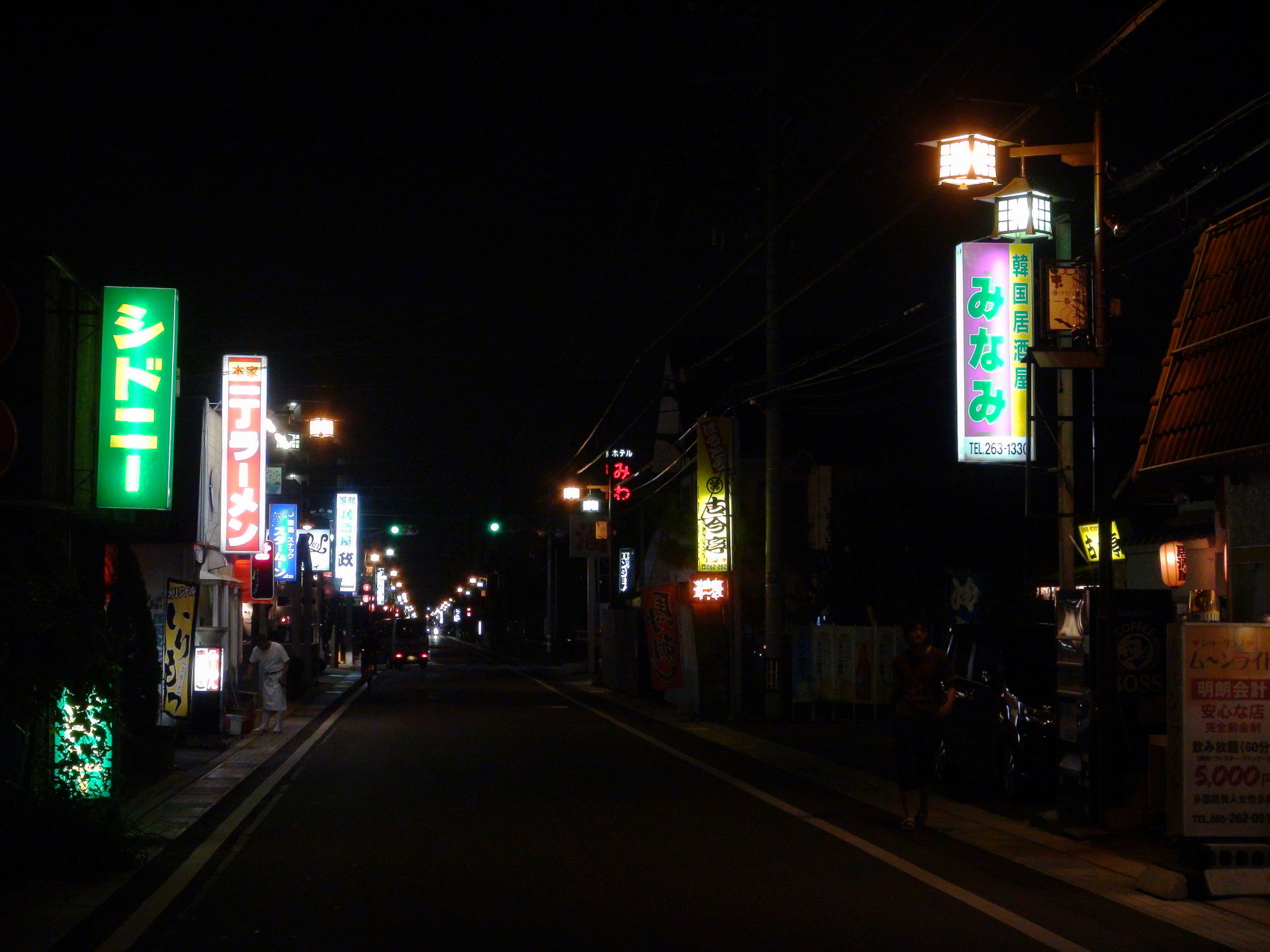
スナックやバーが並ぶ夜の石和温泉街（2013年8月2日撮影）

1956年（昭和31年）12月、小松導平（1878～1938）の次男である小松安則が小松遊覧農場（2020年現在は日本中央競馬会の場外勝馬投票券発売所「ウインズ石和」）の敷地内で私費を投じ西洋式の最新ボーリング機材で井戸を採掘したところ40℃以上の温泉が湧出。これを受け、ローマ風呂や遊具などを設置し、昭和時代にレジャー施設として地元で人気を集めた。小松遊覧農場内にあった小松農園パブリックホールは、1985年に「ウインズ石和」が開業するまでプロレス興行にも使用された。なお、株式会社小松遊覧農場は存続しており、閉店した後は付近の施設に源泉供給を行っている。「ウインズ石和」の入口付近には「石和温泉発祥之地」の碑が建っている。
1957年（昭和32年）以降、小松遊覧農場の成功を聞いた地元の有力者が温泉を相次いで掘り当て、温泉開発が活発化する。現在の慶山、糸柳、泉山壮、新光、ふじ等のホテルが源泉を掘削し旅館を開業。
1961年（昭和36年）に旅館「いすみ荘」で温泉掘削を行った際、毎分2,000L、泉温49℃の温泉が湧出し、周辺の川や田畑に流れ出した。即席の露天風呂が作られ「青空温泉」とテレビで全国放映されたのが人気のはじまりである。その後、山梨県企業局や地域内の温泉宿によって掘削が行われ現在に至る。
戦後の高度成長期に成立した新しい温泉街で、都心からの交通アクセスが良好で新宿駅から特急「あずさ・かいじ」で約1時間半、さらに中央自動車道が開通したことから、歓楽温泉街として発展した。団体旅行客向けの歓楽温泉として知られ、コンパニオンを配置し「ピンクコンパニオンプラン」を売りにした温泉旅館が作られたほか、スナックやバーなどの酒場、さらにはストリップ劇場などの大規模な風俗街も作られた。歴史が浅く情緒に乏しい反面、いわゆる「昭和レトロ」の雰囲気が楽しめる街並みとなっている。

近年では、個人客や外国人客向けにも力を入れるようになり、笛吹川の鵜飼いや八幡神社の和太鼓演奏など、歴史・文化を強調したイベントを開催している。また周辺に果樹園やワイナリーが多いことから特産物のブドウやモモと結びつけ、ワインや観光農園でのフルーツ狩りをPRしている。

## 温泉街

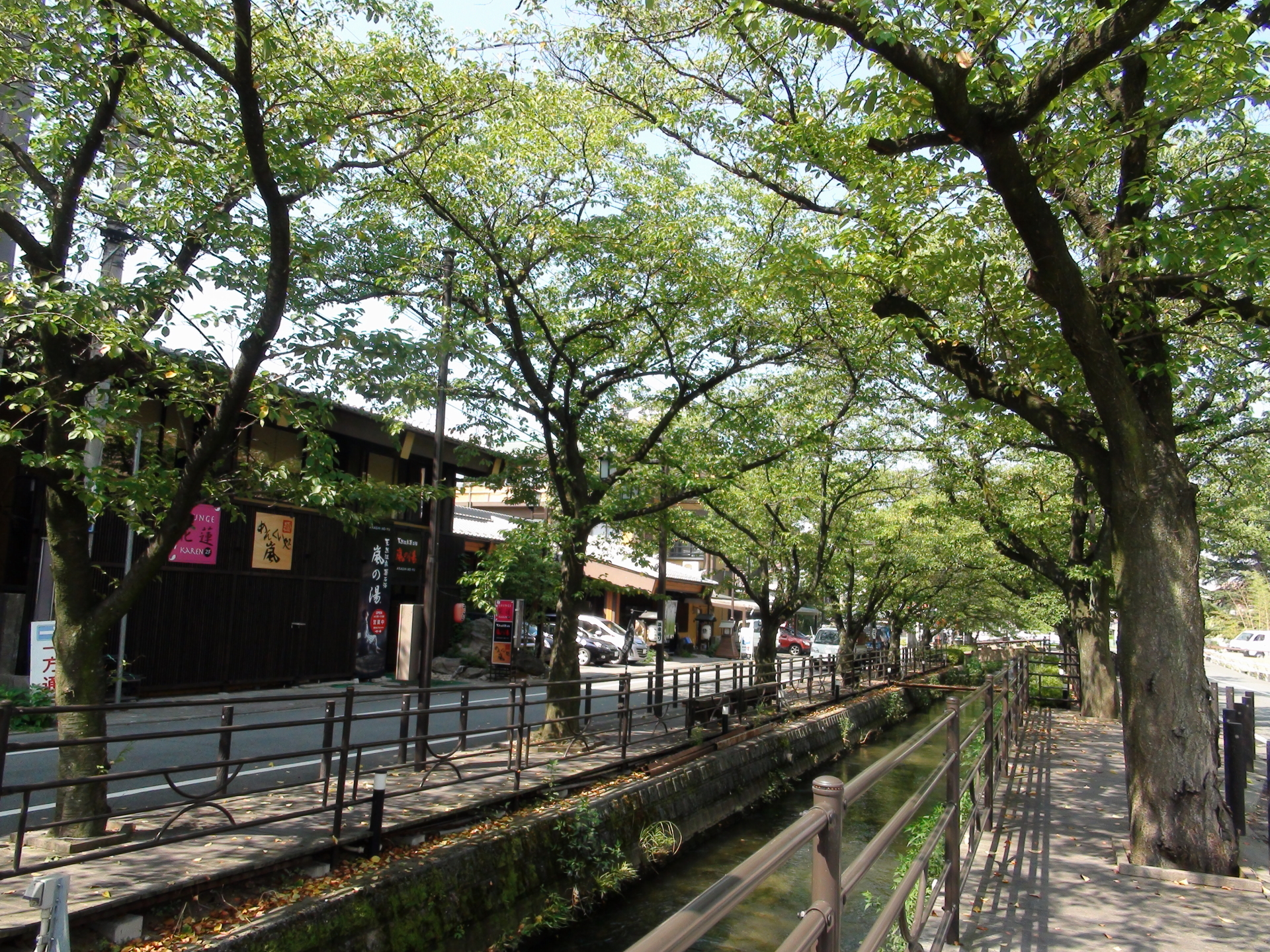
温泉街中央部を流れる近津用水路（2013年8月2日撮影）

石和温泉駅から笛吹川まで近津用水路を中央に、東西約1kmにわたり温泉街が伸びている。
全盛期の宿泊施設は大小合わせて120軒超と、その規模は熱海に次ぐとも言われていたが、現在は50程度の温泉旅館が営業している。
宿泊施設は団体客向けの大型施設から家族向けの旅館、純和風の高級旅館など様々である。以前は宿泊前提であったが、日帰り旅行向けの施設も増えてきており、健康ランドをはじめ有料の「石和源泉足湯ひろば」という足湯及び手湯も存在する。
共同浴場は石和温泉駅を南下し、平等川を渡った市部地区に「石和温泉」という名前の浴場が1件存在する。

## 泉質
アルカリ性単純泉の無色無臭であり、pHは8.5～9.5程度とされる。無色無臭ではあるものの、自家源泉など源泉が新鮮な場合は若干の硫化水素臭がすることもある。なお石和温泉南西部では、薄墨色および微黄褐色のモール泉も見られる。（下記参照）
源泉は主に山梨県企業局により集中管理されており、パイプラインにより各温泉宿、契約した家庭に供給している。源泉の温度が年々低下しており、また湧出量も低下している。平成30年9月に4号源泉を廃止した一方で、800m深度の6号源泉を採掘し供給している。
| 源泉名                                          | 泉温  | 湧出量   | 泉質               | 深度 | 所在地                                                              |
| ----------------------------------------------- | ----- | -------- | ------------------ | ---- | ------------------------------------------------------------------- |
| 石和第1号源泉（石和2号泉）                      | 27.0℃ | 毎分305L | アルカリ性単純温泉 | 185m | 笛吹市石和町川中島1607（足湯ひろば南西側）                          |
| 石和第2号源泉（春日井3号泉）                    | 55.3℃ | 毎分102L | アルカリ性単純温泉 | 168m | 笛吹市春日居町鎮目3786-52（温泉マンション「シェソウ甲斐の杜」南側） |
| 石和第3号源泉（石和3号泉）                      | 38.4℃ | 毎分662L | アルカリ性単純温泉 | 175m | 笛吹市石和町山崎132-63（「石和温泉ユースホテル」東側道路沿い）      |
| 石和第4号源泉（石和4号泉）（平成30年9月で廃止） | 25.9℃ | 毎分12L  | アルカリ性単純温泉 | 170m | 笛吹市石和町川中島1607（「石和びゅーほてる」東側道路沿い）          |
| 石和第5号源泉（石和5号泉）                      | 62.1℃ | 毎分405L | アルカリ性単純温泉 | 190m | 笛吹市石和町川中島343-1（「木創りの宿きこり」北西側道路沿い）       |
| 石和第6号源泉（石和47号泉）                     | 70.7℃ | 毎分211L | アルカリ性単純温泉 | 800m | 笛吹市石和町川中島1607（足湯ひろば内）                              |

山梨県企業局分のみで換算すると源泉は5つ、毎分湧出量は1,680Lであるが、石和温泉内にある一部温泉宿では自前で源泉を掘削・供給している所もあり、実際はこれ以上の源泉数・毎分湧出量がある。これに加えて春日居温泉の湧出量を含めると毎分8,080Lが湧出していると推測されるが、先述の通り温度低下で廃止や、汲上制限に伴う湧出量減少により、実際はその数値よりは少ない。
山梨県企業局分は資源確保を目的に循環風呂で供給しているが、独自で源泉を保有する温泉宿では源泉掛け流しを謳うところもある。
| 源泉名                                | 泉温  | 湧出量    | 泉質                           | 深度 | 所在地                                                                          | 備考                                                   |
| ------------------------------------- | ----- | --------- | ------------------------------ | ---- | ------------------------------------------------------------------------------- | ------------------------------------------------------ |
| 石和1号泉（小松遊覧農場）             | 45.7℃ | 毎分227L  | アルカリ性単純温泉（モール泉） | 300m | 石和町窪中島587-36（「健康科学大学 産前産後ケアセンター」敷地内の南東寄り）     | 「ホテル石庭」自家源泉。                               |
| 石和6号泉（小松源泉）                 | 45.8℃ | 毎分180L  | アルカリ性単純温泉（モール泉） | 350m | 石和町窪中島中瀬河原1017-36（「ウインズ石和」敷地内の笛吹川寄り）               | 「ホテル石庭」自家源泉。                               |
| 石和7号泉（糸柳の湯）                 | 32.2℃ | 毎分48.0L | アルカリ性単純温泉             | 200m | 石和町駅前13-8（旅館「糸柳」敷地内）                                            | 「ホテル糸柳」自家源泉。                               |
| 石和8号泉（石和温泉病院温泉）         | 39.8℃ | 毎分60.0L | アルカリ性単純温泉             | 200m | 石和町八田330-101                                                               | 「石和温泉病院温泉」自家源泉。                         |
| 石和9号泉（美肌の湯）                 | 39.4℃ | 毎分193L  | アルカリ性単純温泉             | 200m | 石和町市部822-90（「華やぎの章慶山」建物西側）                                  | 「華やぎの章慶山」自家源泉。                           |
| 石和10号泉（竹村の湯）※廃業廃止       | ℃     | 毎分0.0L  | アルカリ性単純温泉             | 350m | 石和町八田490                                                                   | 故・「旅館竹むら」自家源泉。                           |
| 石和11号泉（サンベールの湯）※廃業廃止 | ℃     | 毎分0.0L  | アルカリ性単純温泉（モール泉） | 400m | 石和町松本204                                                                   | 微緑色。故・「サンベール」自家源泉。                   |
| 石和12号泉（石和温泉）                | 26.1℃ | 毎分45.0L | 単純温泉                       | 200m | 石和町市部1091-2（共同浴場「石和温泉」敷地内）                                  | 「共同浴場石和温泉」自家源泉。                         |
| 石和13号泉（小松温泉）※温泉適用外     | 0.0℃  | 毎分0.0L  | 単純令鉱泉                     | 200m | 石和町八田字大郭330                                                             |                                                        |
| 石和16号泉（ホテル新光）              | 39.3℃ | 毎分40.0L | アルカリ性単純温泉             | 200m | 石和町八田330-98（ホテル「新光」敷地内）                                        | 「ホテル新光」自家源泉。                               |
| 石和19号泉（完熟の湯）                | 48.7℃ | 毎分663L  | アルカリ性単純温泉             | 248m | 石和町市部822-28（温泉旅館「深雪温泉」敷地内）                                  | 「深雪温泉」自家源泉。                                 |
| 石和20号泉（ホテル花いさわ温泉）      | 31.3℃ | 毎分10.0L | アルカリ性単純温泉             | 400m | 笛吹市石和町松本1409（「ホテル花いさわ」敷地内）                                | 「ホテル花いさわ」自家源泉。                           |
| 石和21号泉（石風の湯）                | 25.9℃ | 毎分100L  | アルカリ性単純温泉             | 200m | 石和町八田195（旅館「石風」北側、道路を挟んだ駐車場敷地内）                     | 「ホテル石風」自家源泉。                               |
| 石和22号泉（泉山荘の湯）※廃止         | ℃     | 毎分0.0L  | アルカリ性単純温泉             | 200m | 石和町川中島1607                                                                | 元は泉山壮の自家源泉であったが、現在は県営温泉に切替。 |
| 石和23号泉（笛吹川の湯）              | ℃     | 毎分0.0L  | アルカリ性単純温泉             | 200m | 石和町川中島1109                                                                | 「旅館笛吹川」自家源泉。                               |
| 石和24号泉（富士見の湯）※廃止         | ℃     | 毎分0.0L  | アルカリ性単純温泉             | 200m | 石和町川中島1607−87（「石和びゅーほてる」真正面、川を隔てた泉山荘駐車場敷地内） |                                                        |
| 石和25号泉（富士桜の湯）※廃止         | ℃     | 毎分0.0L  | アルカリ性単純温泉             | 200m | 石和町川中島1607-135（「富士櫻温泉旅館」建物西となり）                          |                                                        |
| 石和39号泉（甲斐リゾートホテル温泉）  | 38.6℃ | 毎分48.0L | 単純温泉                       | 500m | 石和町上平井391-2                                                               | 「甲斐リゾートホテル」自家源泉。                       |
| 石和43号泉（ホテル平成温泉）          | 38.7℃ | 毎分158L  | アルカリ性単純温泉             | 250m | 石和町市部789-14                                                                | 「ホテル平成」自家源泉。                               |
| 石和44号泉（石山温泉）※廃止           | ℃     | 毎分0.0L  | アルカリ性単純温泉             | 250m | 石和町八田330-177                                                               |                                                        |

## その他

### 温泉偽装
2004年の温泉偽装問題では、石和温泉にある宿泊施設の一つが、温泉法の適用外である井戸水を沸かしながら「石和温泉」と称して営業していたことが石和温泉旅館協同組合の内部調査で判明。温泉旅館として営業を始めた1983年当初から地下水を沸かしていた。

### 宿への酒類持ち込み
温泉宿への酒類の持ち込みは原則として禁止されている。ただし温泉宿や旅行プランによっては条件付きで持ち込みが可能の所もあり、事前に宿泊先へ連絡が望ましい。
なお、2012年11月1日から3月31日までの間に限り「石和温泉旅館協同組合」に加盟している全35施設で、山梨県内産ワインに限り1本当たり500円を徴収することで持ち込みを許可していたことがある。また、2020年4月から同じく「石和温泉旅館協同組合」に加盟している32施設で、県内産ワインに限り1本当たり1000円を徴収することで持ち込みを許可する「石和温泉BYOワインキャンペーン」を実施している。

### 石和温泉が登場する作品
- 西部警察 - PART-I 第47話「笛吹川有情」（1980年9月7日放送）では当地や昇仙峡を中心にロケが行われた。
- まえせつ! - 第四幕「えいぎょう」のモデルとして、本温泉内にある「旅館きこり」がロケ地となっている。また、富士の国やまなしフィルム・コミッションがロケ支援を行なっている[12]。